# Kiraro (krater)
Kiraro är en krater i Kenya.   Den ligger i länet Tharaka, i den centrala delen av landet, 170 km nordost om huvudstaden Nairobi. Toppen på Kiraro är 864 meter över havet.
Terrängen runt Kiraro är varierad. Runt Kiraro är det ganska glesbefolkat, med 29 invånare per kvadratkilometer. Trakten runt Kiraro består i huvudsak av gräsmarker.